# La Bernardière

La Bernardière este o comună în departamentul Vendée, Franța. În 2009 avea o populație de 1,634 de locuitori.